# Región de Boeny
Boeny es una región en el noroeste de Madagascar. Limita con la región de Sofia, en el noreste, Betsiboka en el sur y Melaky en el oeste. La capital de la región es Mahajanga, y la población se estimó en 543.200 habitantes en 2004. El área de la región de Boeny es 31.046 kilómetros cuadrados (11.987 millas cuadradas).
Se divide en seis distritos (población en julio de 2014):
- Distrito de Ambato-Boeni 216,930
- Distrito de Mahajanga I 226,611
- Distrito de Mahajanga II 79,626
- Distrito de Marovoay 187,696
- Distrito de Mitsinjo 61,194
- Distrito de Soalala 49,299